# 原鰭海龍屬
原鰭海龍屬，為輻鰭魚綱棘背魚目海龍科的其中一屬。

## 下属物种
- 原鰭海龍（Anarchopterus criniger）
- 裸原鰭海龍（Anarchopterus tectus）